# Narodziny obłędu
Narodziny obłędu (tytuł oryg. First Born) – amerykański dreszczowiec filmowy z 2007 roku. W roli głównej wystąpiła Elisabeth Shue.

## Zarys fabuły
Młoda para, Laura i Steven, wprowadza się do willi za miastem. Wkrótce kobieta rodzi dziecko, piękną Jessikę. Następnie jednak zaczyna popadać w stopniowy obłęd. W domu pojawia się opiekunka do dziecka, a Laura zaczyna podejrzewać, że przybyła chce zamordować jej córkę.

## Obsada
- Elisabeth Shue jako Laura
- Steven Mackintosh jako Steven
- Kathleen Chalfant jako pani Kasperian, niania